# Proterochampsa
Proterochampsa is een geslacht van uitgestorven proterochampside archosauromorfen uit het Laat-Trias (Carnien) van Cancha de Bochas, afzetting van de Ischigualasto-formatie in het Ischigualasto-Villa Unión Basin in het noordwesten van Argentinië en de Alemoa-afzetting van de Santa Maria-formatie in het Paraná-bekken in het zuidoosten van Brazilië. De gemiddelde lengte van de schedel van Proterochampsa barrionuevoi is ongeveer vijftig centimeter.
De geslachtsnaam betekent 'voorloper van de alligator'. De soortaanduiding van de typesoort eert de geoloog Lois Alberto Barrionuevo. Het holotype is PVL 2063, een schedel met onderkaken en vijf wervels. Een completer skelet is specimen PVSJ 606.
Een tweede soort is Proterochampsa nodosa, de 'geknobbelde', Barbarena 1982, gebaseerd op holotype MCP 1694 PV.